# 黄栌染御袍
黄栌染御袍是日本天皇自平安时代以来在重要仪式典礼上所穿着的一种“黄栌染色”的束带装束。所谓“黄栌染色”指的是使用“栌”（即野漆树）的树皮和苏木所染制出的一种颜色，其具体颜色视时代而相当多样，但现多为“红黄色”或“黄褐色”。

## 沿革
黄栌染袍于820年（弘仁十一年）被定为天皇御服，而此前的御服制度则因缺乏相关史料以及不明点较多而无法确证，但一般认为是白色制服。平安时代初期，嵯峨天皇曾下诏规定，自820年2月1日起，凡朔日、听政、接见外国使臣、奉幣以及節会等场景之时天皇均须着「黄櫨染衣」，而举行神事和冬季諸陵奉幣时需穿着帛衣；在即位礼以及元日朝贺时着十二章袞冕。（『日本紀略』）
据信，将天皇御服定为黄櫨染袍这一举很可能受到了当时日本渡来的唐文化的影响。普遍认为嵯峨天皇效仿隋唐皇帝，也因黄色形似太阳而将此袍定为御服。此后“黄栌染色”即成为天皇专属的禁色，除天皇本人以外任何人不得使用。（而在此之前的815年已有敕令禁止宫中女性使用褐色及黄栌染色服饰）。（『日本後紀』）

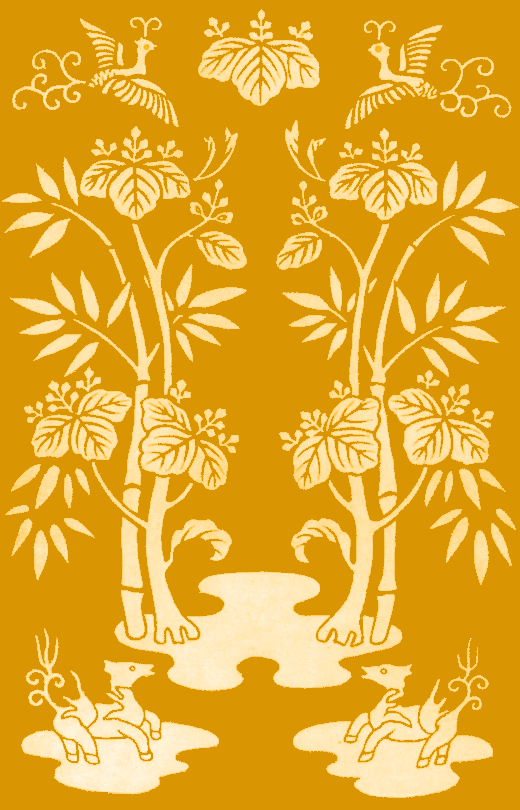
“桐竹鳳凰麒麟文”